# Ataque en Charleroi de 2016
El 6 de agosto de 2016, un hombre atacó a dos mujeres policías con un machete en Charleroi, Bélgica, antes de que fuera abatido por otra agente policial. El atacante gritó "Allahu Akbar" durante el ataque. El Primer ministro Charles Michel dijo que el incidente podría ser un ataque terrorista, con ello, sería el primer ataque terrorista dentro de Bélgica desde los atentados de Bruselas del mes de marzo. El Estado islámico ha reclamado la responsabilidad del ataque. El atacante era un hombre argelino de 33 años que tenía antecedentes criminales, pero no de terrorismo. Había vivido en Bélgica ilegalmente desde 2012 hasta que fue abatido.

## Ataque
Según los informes de la policía y los investigadores belgas, el ataque empezó poco antes de las 4 p. m., cuando el perpetrador se acercó a dos agentes de guardia en su punto de control delante de la sede policial, inmediatamente sacó un machete de la bolsa de deportes que traía y lo blandió violentamente contra las cabezas de las agentes mientras gritaba "Allahu akbar". Una tercera agente que se encontraba cerca de los hechos abatió al asaltante.

## Perpetrador
Las autoridades belgas difundieron las iniciales del perpetrador, K.B., pero no dieron su nombre.
Se habían emitido dos órdenes de deportación contra el perpetrador, pero no se habían ejecutado porque Argelia y Bélgica no tienen ningún acuerdo diplomático por el que los ciudadanos argelinos puedan ser devueltos a Argelia contra su voluntad. El perpetrador no había pasado a custodia policial porque Bélgica tiene menos espacio en las instalaciones de detención segura, que el número de individuos para los que se han emitido órdenes de deportación.

## Investigación
El Ministro de interior Jan Jambon declaró que el OCAM (Órgano por Coordinación y Análisis de Amenazas) estaba evaluando el ataque "para determinar si se trata de un acto de terrorismo." La sede de un "alojamiento social" (alojamiento proporcionado por el gobierno), fue visitada por la policía al anochecer del día del ataque, continuando las pesquisas el día siguiente, por parte de una unidad de investigación y una unidad de artificieros de la policía federal. Le Soir informó que un familiar del argelino vivía en la residencia.